# CCL13
CCL13, hemokin (C-C motiv) ligand 13, je mali citokin iz CC hemokin familije. Njegov gen se nalazi na ljudskom hromozomu 17 unutar velikog klastera CC hemokina. CCL13 indukuje hemotaksu monocita, eozinofila, T limfocita, i bazofila putem vezivanja za G-protein spregnute hemokin receptore kao što su ,  i . Aktivnost ovog hemokina je bila implicirana u alergijske reakcije kao što je astma. CCL13 može biti indukovan inflamatornim citokinima interleukin 1 i TNF-α.